# Katholische Schule St. Franziskus
Die Katholische Schule Sankt Franziskus (kurz: KSSF) ist eine staatlich anerkannte Schule im Ortsteil Schöneberg des Berliner Bezirks Tempelhof-Schöneberg in der Trägerschaft des Erzbistums Berlin. Namensgeber ist der heiliggesprochene Ordensgründer Franz von Assisi.

## Geschichte
Die Schule wurde 1889 in Berlin-Schöneberg als „Katholische Höhere Mädchenschule“ gegründet. 1918 übernahm der Orden der Franziskanerinnen aus Nonnenwerth die Trägerschaft. Es entstand das „Lyzeum der Franziskanerinnen in Berlin-Schöneberg“. 1940 wurde von den Nationalsozialisten die Schließung der Schule verfügt. Bei den Luftangriffen der Alliierten am 3. Februar 1945 wurde das Schulhaus total zerstört. Trotz zerstörter Gebäude erhielt im Juni 1945 der Orden die Genehmigung zur Wiederaufnahme des Schulbetriebs in Räumen der Kirchengemeinde St. Matthias.
Das Hauptgebäude entstand nach einem Entwurf von Margot Zech-Weymann in den Jahren 1958 bis 1959 und wurde 1959 von Julius Kardinal Döpfner eingeweiht. Es ist ein gelistetes Baudenkmal. Zum 1. April 1959 wurde die erste Jungenklasse eingeschult, der Koedukative Unterricht in der Grundschule aber erst am 2. September 1967 eingeführt. 1970 wurde das Bischöfliche Ordinariat Berlin Träger der Schule. Sie bekam ihre heutige Organisationsform als staatlich anerkannte Katholische Schule Sankt Franziskus (kurz Franziskusschule oder KSSF). Am 1. April 1989 wurde der 100. Jahrestag der Schulgründung gefeiert. Ab 2004 entfiel die Trennung der Schulzweige. Die Oberschule hieß von nun an Integrierte Reformschule (IRS), ab 2008 Integrierte Sekundarschule (ISS). Zum Schuljahresbeginn 2008 wurde die gymnasiale Oberstufe wieder eröffnet und für die 13. Klassenstufe fand im Frühjahr 2011 eine Abiturprüfung statt.

## Bekannte Lehrer
- Wilhelmine Lübke (1885–1981) war etwa zehn Jahre bis 1929 als Studienrätin für Mathematik am Franziskus-Oberlyzeum tätig.[3][4]